# Miklós Molnár

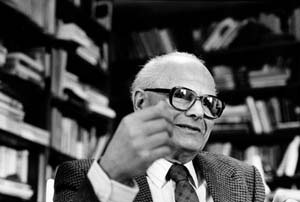
Miklós Molnár

Miklós Molnár (* 28. Oktober 1918 in Budapest; † November 2003) war ein ungarischer Historiker, der an der Universität Lausanne und am Institut universitaire des Hautes Études internationales der Universität Genf als Professor tätig war. Er war ein einflussreicher Publizist zum Thema „mitteleuropäische Identität“ und internationale Beziehungen.
1994 erhielt er die Imre-Nagy-Gedenkplakette.

## Schriften (Auswahl)
- La première Internationale, recueil de documents, 4 Bde., Ed. Institut universitaire de Hautes Etudes Internationales, Genève 1962–71
- 1871: Jalons pour une histoire de la Commune de Paris, Ed. Van Gorcum, Assen 1973
- Marx, Engels et la politique internationale. Gallimard, Paris 1975
- A Short History of the Hungarian Communist Party, Ed. Westview Press, Boulder-Dawson, Folkestone 1978
- Le fanatisme. Stock, Paris, 1980
- De Béla Kun à János Kádár. 70 ans de communisme hongrois. Paris : Pr. de la Fond. Nat. des Sciences Politiques, 1987, ISBN 2-7246-0543-8
- La démocratie se lève à l’Est, Société civile et communisme en Europe de l’Est: Pologne et Hongrie. PUF, Paris 1990
- Histoire de la Hongrie. Hatier, Paris 1996